# Akhmim

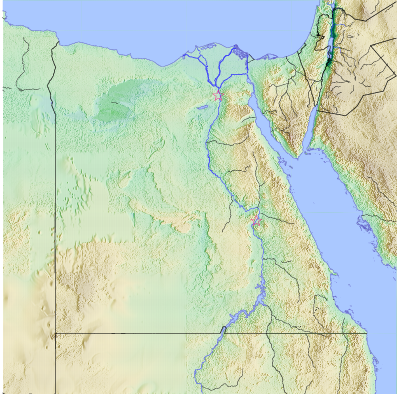
Orașul egiptean Akhmim (sau Panopolis)

Akhmim (arabă اخميم din cuvântul egiptean Khent-min; coptă Khmin) este un oraș în Guvernoratul Egiptul de Sus. Numele grecesc al orașului a fost Khemmis, Chemmis și Panopolis. Acesta este situat la est de malul Nilului, 4 mile la nord-est de Sohag. 